# راس‌نفت
راس‌نفت (انگلیسی: Russneft) شرکت پالایش نفت روسی است، که در سال ۲۰۰۲ توسط میخائیل گوتسریف تأسیس شد.